# ملا نقطي
مُلّانُقَطي لفظ فارسي مركب من كلمتين أصلهما عربي هما ملا، المأخوذة من لفظة مولاي أو لفظة ملاء أي المليء (علما) كثيرا، ونقطي نسبة إلى النقطة. وهو صفة تقال لقليل العلم، والذي لا يستطيع أن يقرأ الكلمة إن لم تكن منقوطة ومشكولة تمام الشكل؛ وكذلك لمن يتقيد بجزئيات القواعد ورسميات القوانين فيطبقها بحذافيرها.